# Тыналиев, Нурмахан Анарбекович
Нурмахан Анарбекович Тыналиев (каз. Нұрмахан Анарбекұлы Тынәлиев; род. 10 января 1988, Далакайнар, Джамбулская область) — казахский борец классического стиля, мастер спорта Республики Казахстан международного класса.

## Биография
Родился в ауле Далакайнар Чуйского района Жамбылской области. Потомок знаменитого казахского борца и акына Балуана Шолака. В зал борьбы его привёл отец Анарбек, который сам занимался национальной борьбой "курес". В 2002 году отец записал его в школу борьбы «Даулет», которая находится в Алматы. Жил в общежитии с братом Жомартом, потом снимали квартиру. Под руководством тренера Муратбека Касымханова через два года стал чемпионом Казахстана в Уральске в весе 85 кг. В 2005 году уже в весе 100 кг стал бронзовым призёром чемпионата Азии среди молодежи, который проходил в Японии. В 2007 году в Филиппинах завоевал титул чемпиона «желтого» континента. В том же году на молодёжном чемпионате мира в Китае стал третьим.

## Карьера
В 2010 году уже среди взрослых стал бронзовым призёром международного турнира памяти Ивана Поддубного (Тюмень, Россия).
Трёхкратный бронзовый призёр чемпионатов мира 2010, 2011 и 2013 годов.
Двукратный победитель Азиады-2010 и Азиады-2014, вице-чемпион Азиады-2018.
Двукратный чемпион Азии (2013 и 2015) и бронзовый призёр Летней Универсиады 2013.
Участник Олимпиады-2012 в Лондоне (был знаменосцем сборной Казахстана) и Олимпиады-2016 в Рио-де-Жанейро.
Неоднократный чемпион Республики Казахстан.